# فيرا بازاروفا
فيرا يفجينيفنا بازاروفا (الروسية: Ве́ра Евге́ньевна База́рова ، مواليد 28 يناير 1993) لاعبة تزلج زوجي روسية مع شريكها السابق يوري لاريونوف، حصلت على الميدالية الفضية في نهائي سباق الجائزة الكبرى 2012-13 ، وحصلت على ثلاث ميداليات أوروبية (فضية في 2012 ؛ برونزية في 2011 و بطولة 2014) ، الحائزة على الميدالية الفضية في بطولة العالم للتزلج على الجليد للناشئين 2007 ، والبطلة الوطنية الروسية لعام 2012. فازوا بست ميداليات من سلسلة نهائي الجائزة الكبرى ، بما في ذلك الميدالية الذهبية في كأس إن إتش كي 2012 بعد انتهاء شراكتهم، شاركت بازاروفا مع أندريه ديبوتات في المنافسات.

## نشأتها
ولدت بازاروفا في 28 يناير 1993 في يكاترينبورغ، روسيا. التحقت بجامعة بيرم الحكومية التربوية ، كلية التربية الرياضية.  ثم درست السياحة في يكاترينبورغ. يعمل والدها وشقيقتها في السياحة. 

## روابط خارجية
- فيرا بازاروفا / أندريه ديبوتات في الاتحاد الدولي للتزلج
- فيرا بازاروفا على إنستغرام